# Świrzepa
Świrzepa (Rapistrum Crantz) – rodzaj roślin z rodziny kapustowatych. Obejmuje dwa gatunki (świrzepa trwała R. perenne i świrzepa pomarszczona R. rugosum) występujące w południowej i środkowej Europie, południowo-zachodniej Azji i północnej Afryce. Pierwszy z wymienionych gatunków został introdukowany do pozostałej części Europy, a drugi na wszystkich kontynentach poza strefą równikową. W Polsce występują oba gatunki jako przejściowo dziczejące (efemerofity). Rośliny te rosną na suchych wzgórzach, skrajach pól i dróg.

## Morfologia

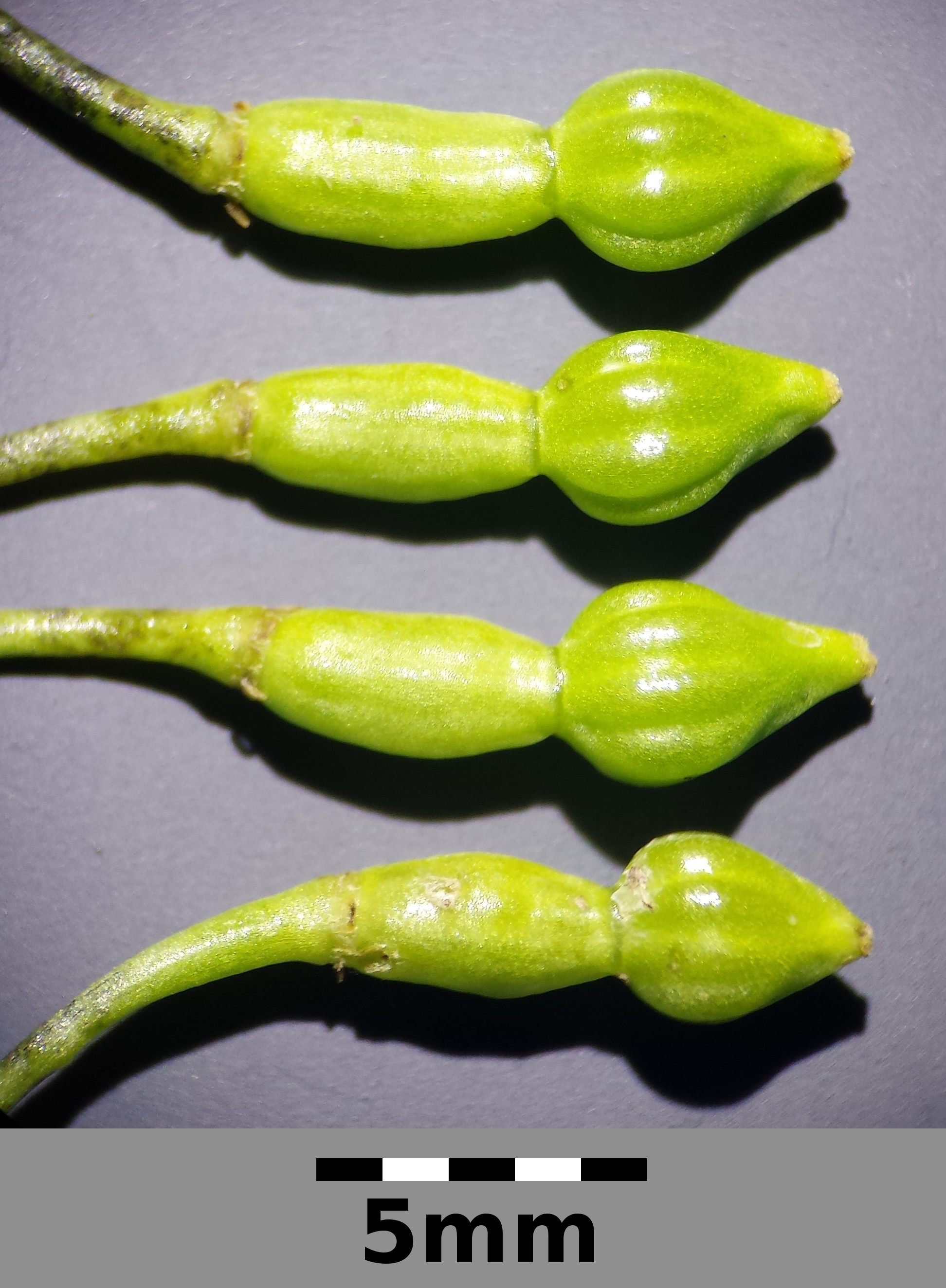
Łuszczynki świrzepy trwałej

PokrójRośliny zielne (jednoroczne i byliny), o łodygach prosto wzniesionych, rozgałęziających się od nasady lub nierozgałęzionych, osiągających do 90 cm wysokości, u nasady szorstko owłosione prostymi, nierozgałęzionymi, szczecinkowatymi włoskami.
LiścieOdziomkowe i łodygowe, lirowate do pierzastodzielnych lub podwójnie pierzastodzielnych, czasem też niepodzielone. Dolne liście ogonkowe, górne siedzące.
KwiatyDrobne i krókoszypułkowe, zebrane w grona silnie wydłużające się podczas owocowania. Działki kielicha odstające, nasady działek zewnętrznych nieco rozdęte, z kolei działki wewnętrzne w części szczytowej są kapturkowate. Płatki korony żółte, u nasady z paznokciem, w części szczytowej łopatkowato jajowate. Pręcików sześć, wyraźnie czterosilnych (cztery dłuższe, dwa krótsze). Nitki nierozszerzone u nasady, pylniki jajowate do eliptycznych. Miodniki cztery. Zalążnia z 2–4 zalążkami. Słupek zwieńczony znamieniem płasko główkowatym, nieznacznie dwudzielnym.
OwoceDwuczłonowe, gruszkowatego kształtu łuszczynki. W dolnej części walcowate, podłużnie pomarszczone, zawierające 1–2, czasem 3 nasiona. Górna część rozdęta, jednonasienna, z dzióbkiem.

## Systematyka
Pozycja systematyczna
Rodzaj z plemienia Brassiceae z rodziny kapustowatych (Brassicaceae).
Wykaz gatunków
- świrzepa trwała Rapistrum perenne (L.) All.
- świrzepa pomarszczona Rapistrum rugosum (L.) All.